# Gymnastique rythmique aux Jeux mondiaux de 2022
Navigation
Wrocław 2017
Les épreuves de gymnastique rythmique des Jeux mondiaux de 2022 ont lieu les 12 et 13 juillet 2022 au Birmingham–Jefferson Convention Complex (en).
Les épreuves non-olympiques présentes ici sont les épreuves individuelles en cerceau, ballon, massues et ruban. Elles sont exclusivement féminines.

## Organisation
Cette compétition a lieu sans les gymnastes russes (8 médailles en 2017 pour les sœurs Arina Averina et Dina Averina) et biélorusses (2 médailles en 2017 pour Katsiaryna Halkina). Dina Averina et Alina Harnasko étaient respectivement médaille d'argent et de bronze aux derniers JO dans l'épreuve individuelle.
Les nations sélectionnées ont été désignées selon leurs classement des championnats du monde 2019.
| Pays           | Athlètes qualifiées                 | Athlètes qualifiées                 | Athlètes qualifiées                 | Athlètes qualifiées                 |
| Pays           | Ballon                              | Massues                             | Cerceau                             | Ruban                               |
| -------------- | ----------------------------------- | ----------------------------------- | ----------------------------------- | ----------------------------------- |
| Afrique du Sud | Shannon Gardiner                    | Shannon Gardiner                    | Shannon Gardiner                    | Shannon Gardiner                    |
| Australie      | Alexandra Kiroi-Bogatyreva          | Alexandra Kiroi-Bogatyreva          | Alexandra Kiroi-Bogatyreva          | Alexandra Kiroi-Bogatyreva          |
| Azerbaïdjan    | Zohra Aghamirova                    | Zohra Aghamirova                    | Zohra Aghamirova                    | Zohra Aghamirova                    |
| Brésil         | Ana Luisa Passos                    | Ana Luisa Passos                    | Ana Luisa Passos                    | Ana Luisa Passos                    |
| Bulgarie       | Eva Brezalieva Boryana Kaleyn       | Eva Brezalieva Boryana Kaleyn       | Eva Brezalieva Boryana Kaleyn       | Eva Brezalieva Boryana Kaleyn       |
| Corée du Sud   | Kim Joo-won                         | Kim Joo-won                         | Kim Joo-won                         | Kim Joo-won                         |
| Espagne        | Teresa Gorospe                      | Teresa Gorospe                      | Teresa Gorospe                      | Teresa Gorospe                      |
| États-Unis     | Lili Mizuno Evita Griskenas         | Lili Mizuno Evita Griskenas         | Lili Mizuno Evita Griskenas         | Lili Mizuno Evita Griskenas         |
| Finlande       | Elisabeth Jamil                     | Elisabeth Jamil                     | Elisabeth Jamil                     | Elisabeth Jamil                     |
| Hongrie        | Fanni Pigniczki                     | Fanni Pigniczki                     | Fanni Pigniczki                     | Fanni Pigniczki                     |
| Israël         | Daria Atamanov                      | Daria Atamanov                      | Daria Atamanov                      | Daria Atamanov                      |
| Italie         | Milena Baldassarri Sofia Raffaeli   | Milena Baldassarri Sofia Raffaeli   | Milena Baldassarri Sofia Raffaeli   | Milena Baldassarri Sofia Raffaeli   |
| Japon          | Naruha Suzuki Hisano Taguchi        | Naruha Suzuki Hisano Taguchi        | Naruha Suzuki Hisano Taguchi        | Naruha Suzuki Hisano Taguchi        |
| Ouzbékistan    | Ekaterina Fetisova                  | Ekaterina Fetisova                  | Ekaterina Fetisova                  | Ekaterina Fetisova                  |
| Roumanie       | Annaliese Dragan                    | Annaliese Dragan                    | Annaliese Dragan                    | Annaliese Dragan                    |
| Slovénie       | Ekaterina Vedeneeva                 | Ekaterina Vedeneeva                 | Ekaterina Vedeneeva                 | Ekaterina Vedeneeva                 |
| Ukraine        | Polina Karika Viktoriia Onopriienko | Polina Karika Viktoriia Onopriienko | Polina Karika Viktoriia Onopriienko | Polina Karika Viktoriia Onopriienko |

## Médaillées
| Épreuves | Or             | Argent         | Bronze                |
| -------- | -------------- | -------------- | --------------------- |
| Cerceau  | Boryana Kaleyn | Sofia Raffaeli | Fanni Pigniczki       |
| Ballon   | Daria Atamanov | Sofia Raffaeli | Fanni Pigniczki       |
| Massues  | Sofia Raffaeli | Daria Atamanov | Ekaterina Vedeneeva   |
| Ruban    | Daria Atamanov | Boryana Kaleyn | Viktoriia Onopriienko |

## Tableau des médailles
| Rang  | Nation   | Or | Argent | Bronze | Total |
| ----- | -------- | -- | ------ | ------ | ----- |
| 1     | Israël   | 2  | 1      | 0      | 3     |
| 2     | Italie   | 1  | 2      | 0      | 3     |
| 3     | Bulgarie | 1  | 1      | 0      | 2     |
| 4     | Hongrie  | 0  | 0      | 2      | 2     |
| 5     | Slovénie | 0  | 0      | 1      | 1     |
| 5     | Ukraine  | 0  | 0      | 1      | 1     |
| Total | Total    | 4  | 4      | 4      | 12    |